# Národní řád cti a zásluh
Národní řád cti a zásluh (francouzsky: Ordre National Honneur et Mérite) je nejvyšší haitské státní vyznamenání. Řád byl založen roku 1926 a udílen je občanům Haiti i cizím státním příslušníkům.

## Historie a pravidla udílení
Řád byl založen 28. května 1926. Udílen je haitským prezidentem občanům Haiti i cizím státním příslušníkům za zásluhy v diplomacii, politice, umění, charitativní činnosti a v dalších oblastech, které přináší přínos pro Haiti.

## Insignie
Řádový odznak má podobu bíle smaltovaného maltézského kříže. Uprostřed je kulatý zlatý medailon se státním znakem Haiti. Medailon je lemován modře smaltovaným kruhem s nápisem MEDAILLE HONNEUR ET MERITE. Na zadní straně je v medailonu nápis RÉPUBLIQUE D'HAITI a v modře smaltovaném kruhu zlatý nápis LIBERTE EGALITE FRATERNITE (svoboda, rovnost, bratrství).
Řádová hvězda se podobá řádovému odznaku, je ale větší a bez smaltu. Na okraji medailonu je státní motto L'UNION FAIT LA FORCE (v unii je síla).

Stuha z hedvábného moaré je modré barvy s červenými okraji.

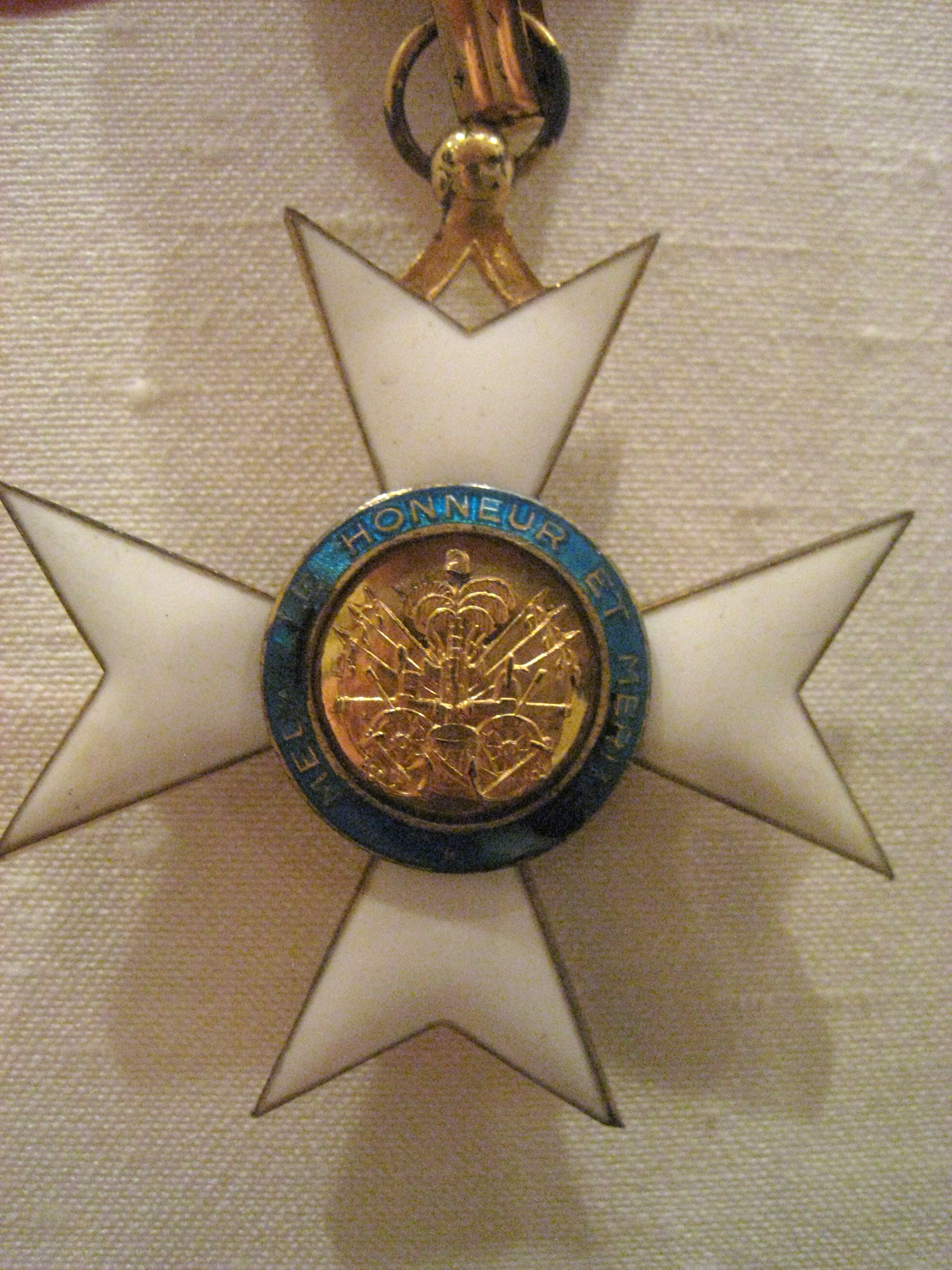
Řád ve třídě komtura
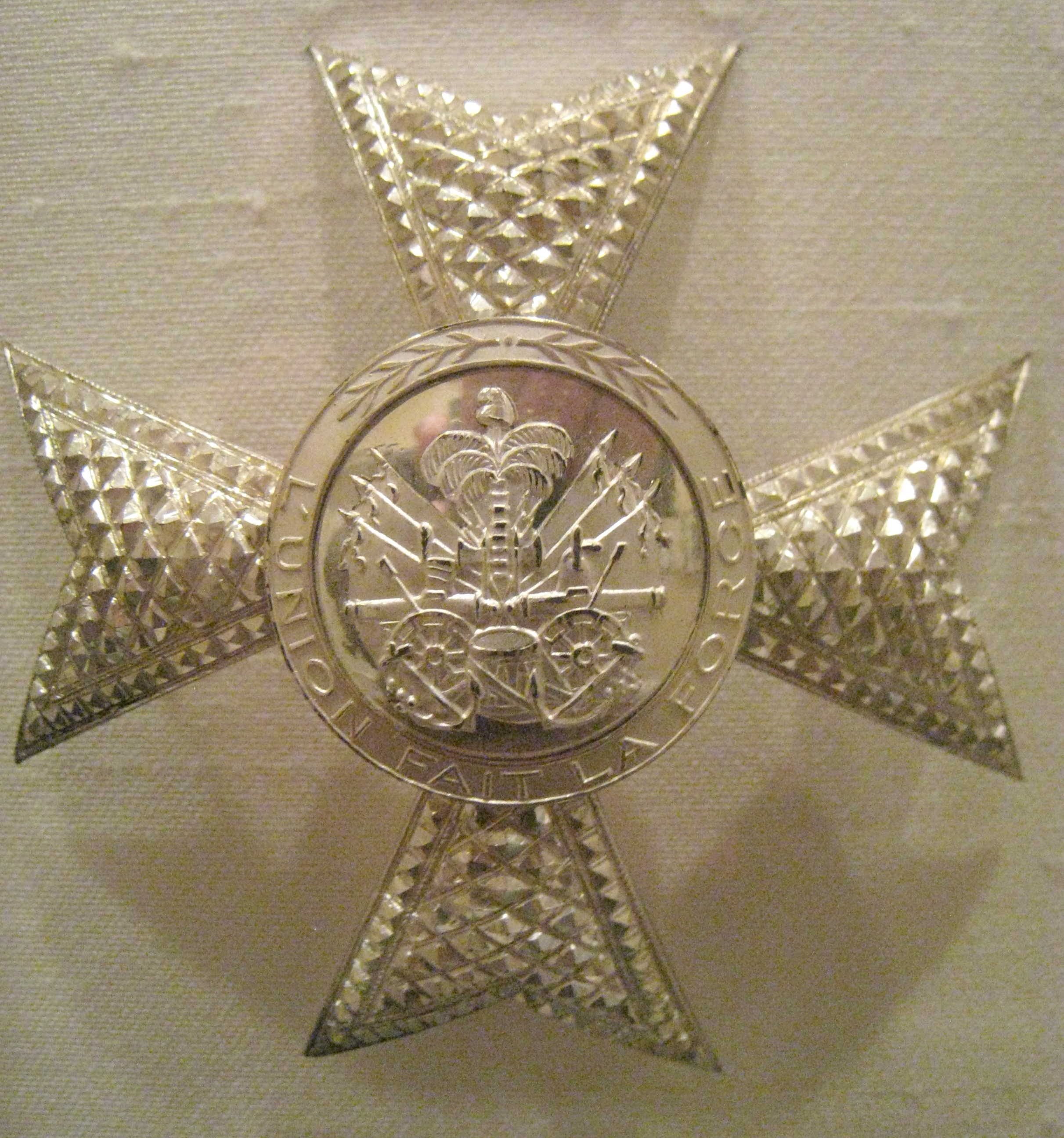
Řádová hvězda

## Třídy
Řád je udílen v pěti řádných třídách:
- velkokříž – Řádový odznak se nosí na široké stuze spadající z ramene na protilehlý bok. Řádová hvězda se nosí nalevo na hrudi.
- velkodůstojník – Řádový odznak se nosí na stuze na hrudi. Stříbrná hvězda se nosí napravo na hrudi.
- komtur – Řádový odznak se nosí na stuze kolem krku. Řádová hvězda této třídě již nenáleží.
- důstojník – Řádový odznak se nosí na stuze s rozetou nalevo na hrudi.
- rytíř – Řádový odznak se nosí na stuze bez rozety nalevo na hrudi.

velkokříž
velkodůstojník
komtur
důstojník
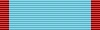
rytíř